# Cuisine norvégienne
 (juin 2013).
Si vous disposez d'ouvrages ou d'articles de référence ou si vous connaissez des sites web de qualité traitant du thème abordé ici, merci de compléter l'article en donnant les références utiles à sa vérifiabilité et en les liant à la section « Notes et références ».

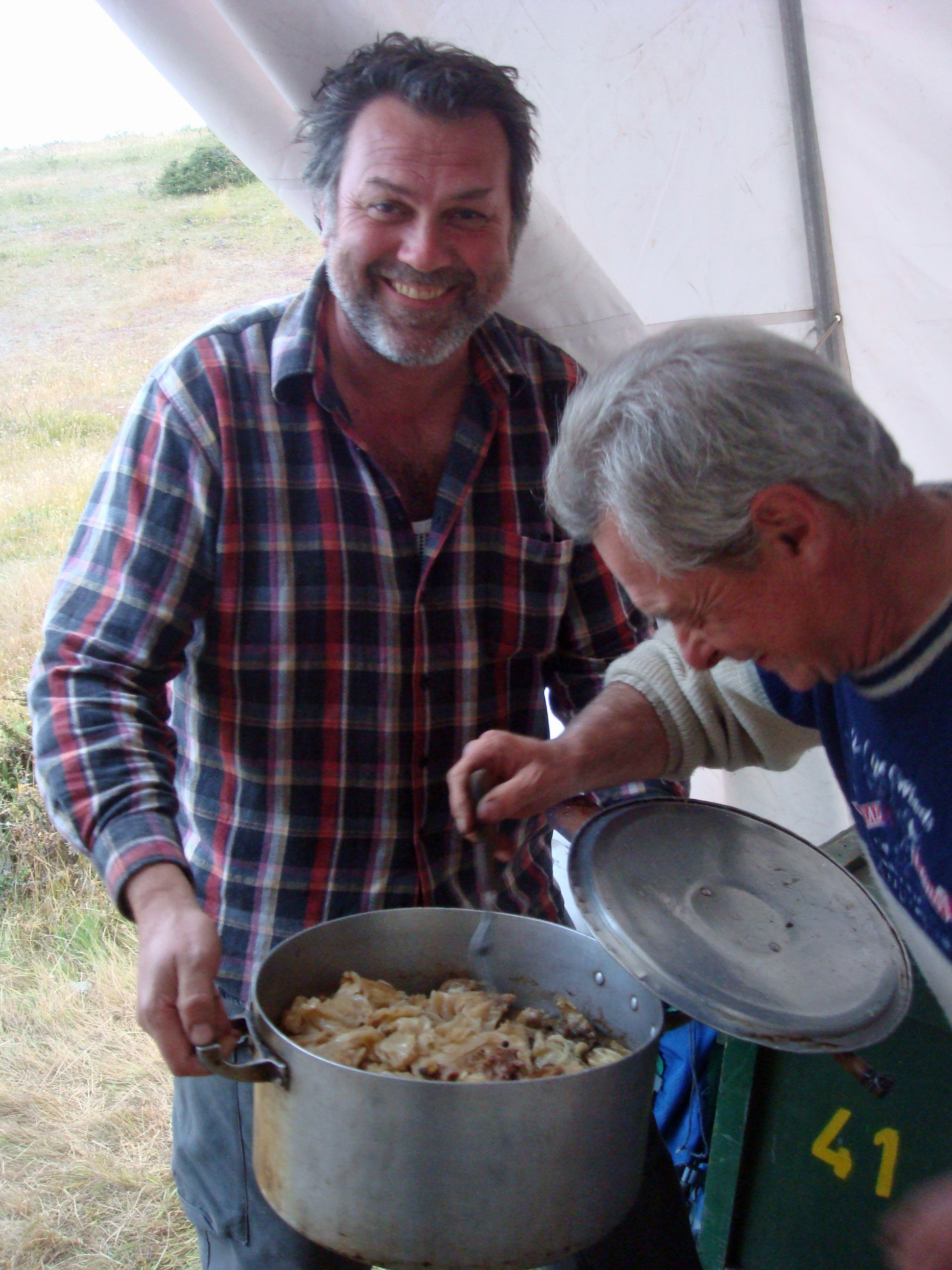
Préparation du fårikål, plat emblématique norvégien.

La cuisine norvégienne est, dans sa forme traditionnelle, en grande partie basée sur les matières premières facilement disponibles dans un pays au climat froid, dominé par les montagnes et la mer. Par conséquent, elle diffère à bien des égards de ses homologues continentaux en mettant davantage l'accent sur le gibier et le poisson.
La cuisine norvégienne contemporaine demeure fidèle à ses origines tout en suivant l'influence de la mondialisation : les pâtes et la pizza sont devenues aussi répandues que les boulettes de viande et la morue et la carte des restaurants urbains est similaire à celles de la plupart des villes d'Europe occidentale. Le fårikål (en), ragoût composé d'agneau et de chou, est souvent considéré comme plat national et emblématique du pays.

## Poissons et fruits de mer

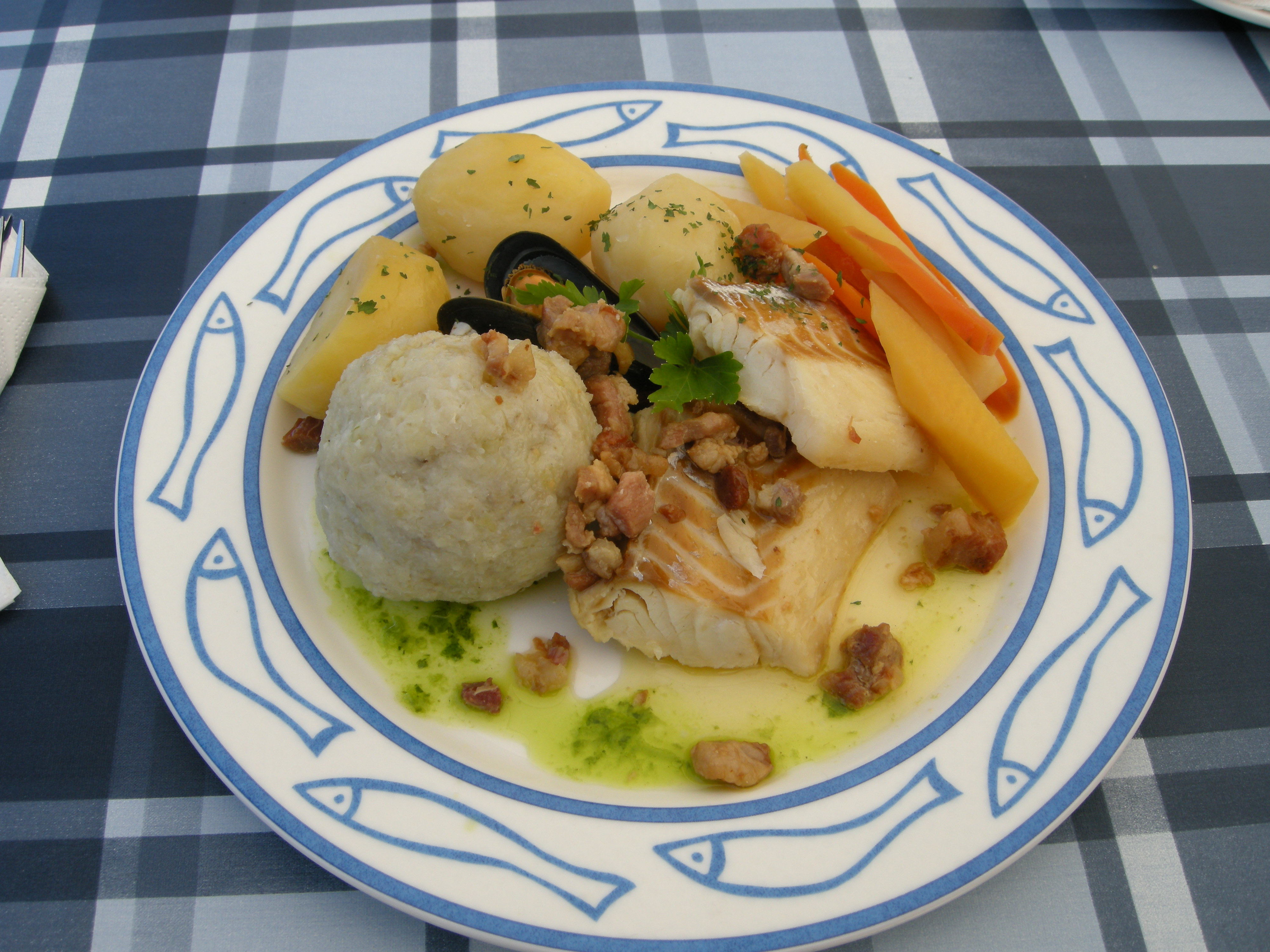
Filet de poisson accompagné de légumes et de boulette.

Le saumon fumé est probablement le seul mets d'origine norvégienne à avoir été largement popularisé à l'étranger et à être exporté en grande quantité comme produit de luxe. Il est traditionnellement consommé sur une tranche de pain avec des œufs brouillés, de l'aneth ou de la sauce à la moutarde. Le gravlax, saumon mariné dans du sel et du sucre et parfumé à l'aneth et au poivre, en constitue une variante aisée à préparer dans les cuisines familiales. Moins accessible aux palais citadins, le rakfisk, composé de truite fermentée, est apparenté au surströmming suédois.
Avant le XXe siècle, les fruits de mer n'étaient que rarement consommés, le poisson présentant un plus grand apport calorique au regard du travail requis pour sa pêche et son apprêtement, ainsi qu'une durée de conservation plus longue. Les crevettes, le crabe et les moules sont aujourd'hui couramment consommés, particulièrement en été. La langouste est également appréciée mais de sévères limites sur sa pêche, en taille et en nombre de prises, en font un mets cher et luxueux.

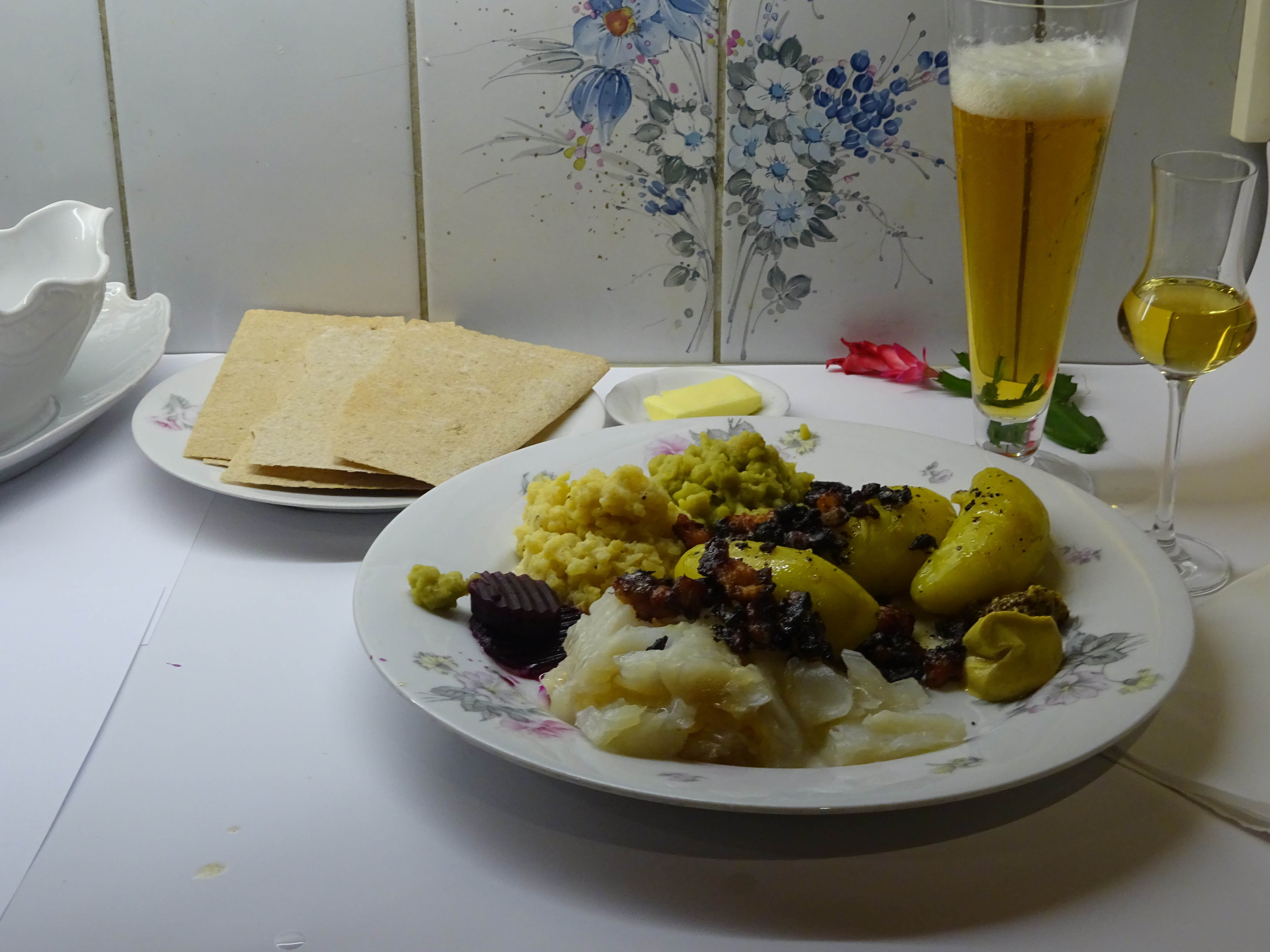
Assiette de lutefisk.

La morue séchée (stockfish, tørrfisk en norvégien) fut longtemps le principal produit d'exportation du pays. La morue d'Atlantique, appelée skrei en raison de son mode de vie pélagique, fut une importante source de revenus pendant plusieurs siècles, en particulier aux îles Lofoten d'où elle était exportée vers la péninsule Ibérique et l'Afrique de l'Ouest.
Pays maritime, la cuisine norvégienne comprend une multitude de manières de préparer et consommer le poisson, notamment le spekesild (en), un hareng salé, le sursild, un hareng mariné, le poisson fumé ou encore le poisson frit. Le lutefisk, de la morue ou de la lingue blanche séchée puis réhydratée, est également consommé et servi avec des pommes de terre, des pois cassés en purée et du bacon.

## Viande et gibier

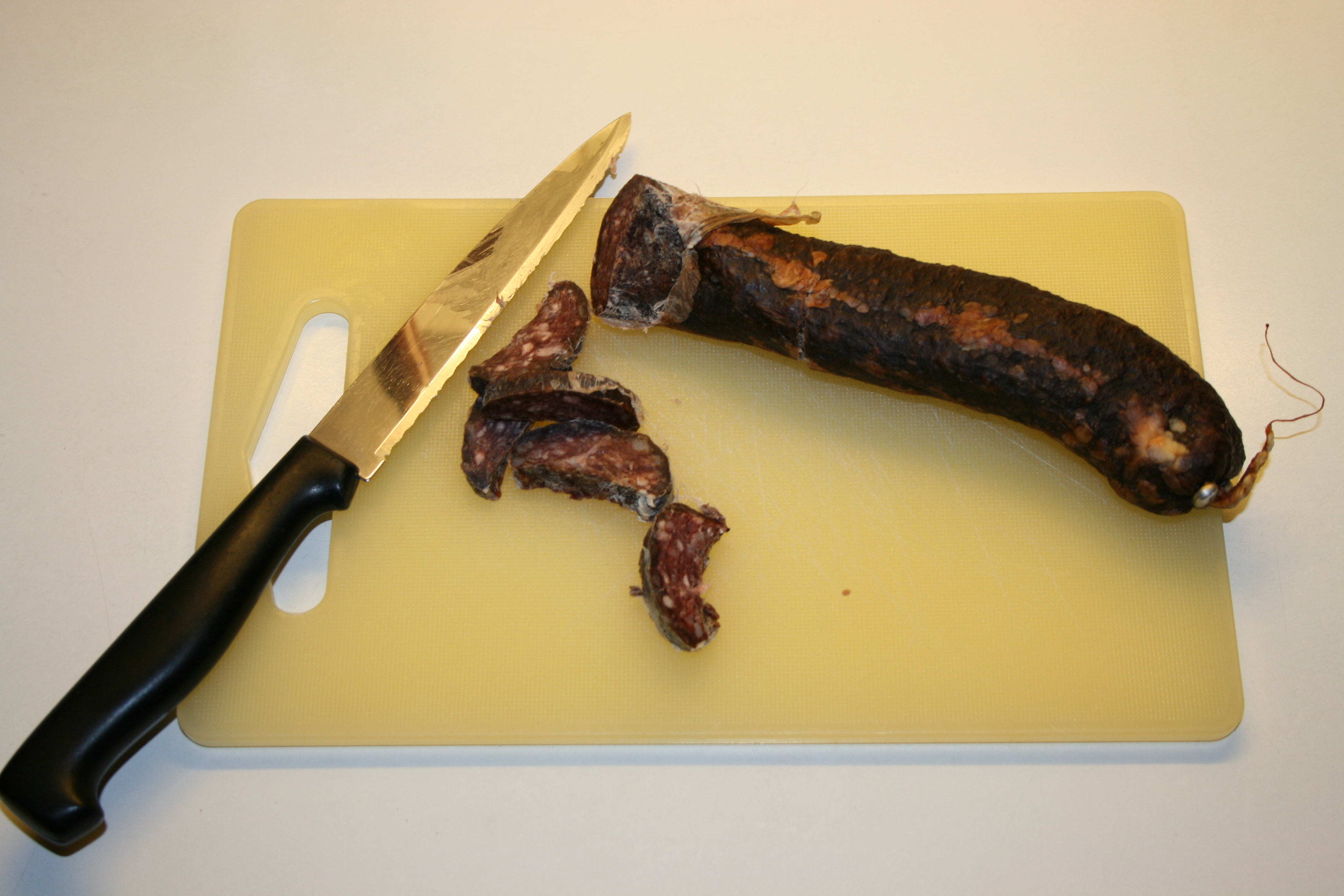
Morrpølse, saucisson sec

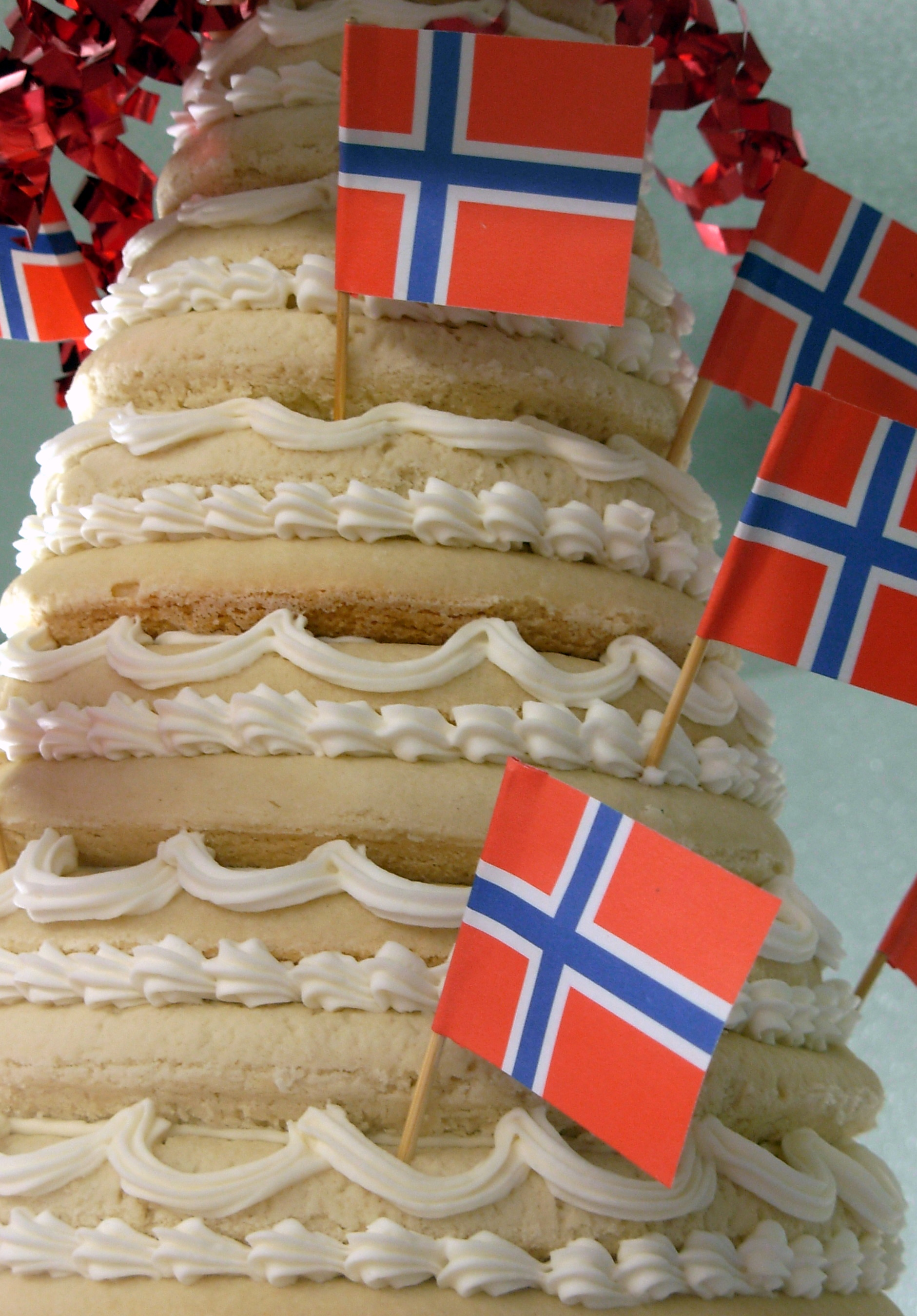
Gâteau norvégien.

Le gibier, tel que l'élan, le renne, le canard et les galliformes, est très présent dans la cuisine des grandes occasions. Ces viandes, au goût prononcé, sont généralement apprêtées en sauces épaisses agrémentées de baies de genièvre écrasées et accompagnées de confiture d'airelles.
Les saucisses et conserves de viande, souvent consommées accompagnées de crème fraîche et de pain plat, sont répandues dans tout le pays et chaque région possède ses spécialités. Parmi les plus connues figurent le fenalår, un gigot d'agneau en salaison, ainsi que le morr, une saucisse fumée dont la composition varie selon les régions. La medisterpølse (en) est un autre type de saucisse consommé. La consommation de viande de cheval était inconnue jusqu'à récemment, frappée entre autres d'un tabou d'origine médiévale interdisant de toucher un cheval mort. Elle entre maintenant dans la composition de certaines saucisses mais demeure confidentielle.
La viande d'agneau est largement consommée dans le pays. Par exemple, le pinnekjøtt (en) est un plat servi à Noël composé d'agneau et de légumes, notamment le rutabaga et la pomme de terre. La tête de mouton est par ailleurs à l'honneur dans le smalahove (en), un autre plat réservé pour le temps de Noël. Le fårikål (en), considéré plat national du pays, et le labskaus (en), sont deux ragoûts préparés à base de légumes et de viande d'agneau dans le premier cas et d'agneau, de boeuf, de poulet ou de jambon dans le deuxième. La sodd (en) est une soupe associée au comté de Trøndelag composée de mouton, de boulettes de viande et de légumes dans un bouillon clair.
La viande de baleine était un substitut courant à la viande de bœuf jusque dans la première moitié du XXe siècle. Sans toutefois faire l'objet de critiques particulières, sa consommation a largement chuté et la saison de pêche de 2011 vit 468 captures pour un contingent de 1 286 prises autorisées. La Norvège demeure tout de même l'un des rares pays à permettre la chasse à la baleine à des fins commerciales.

## Pain

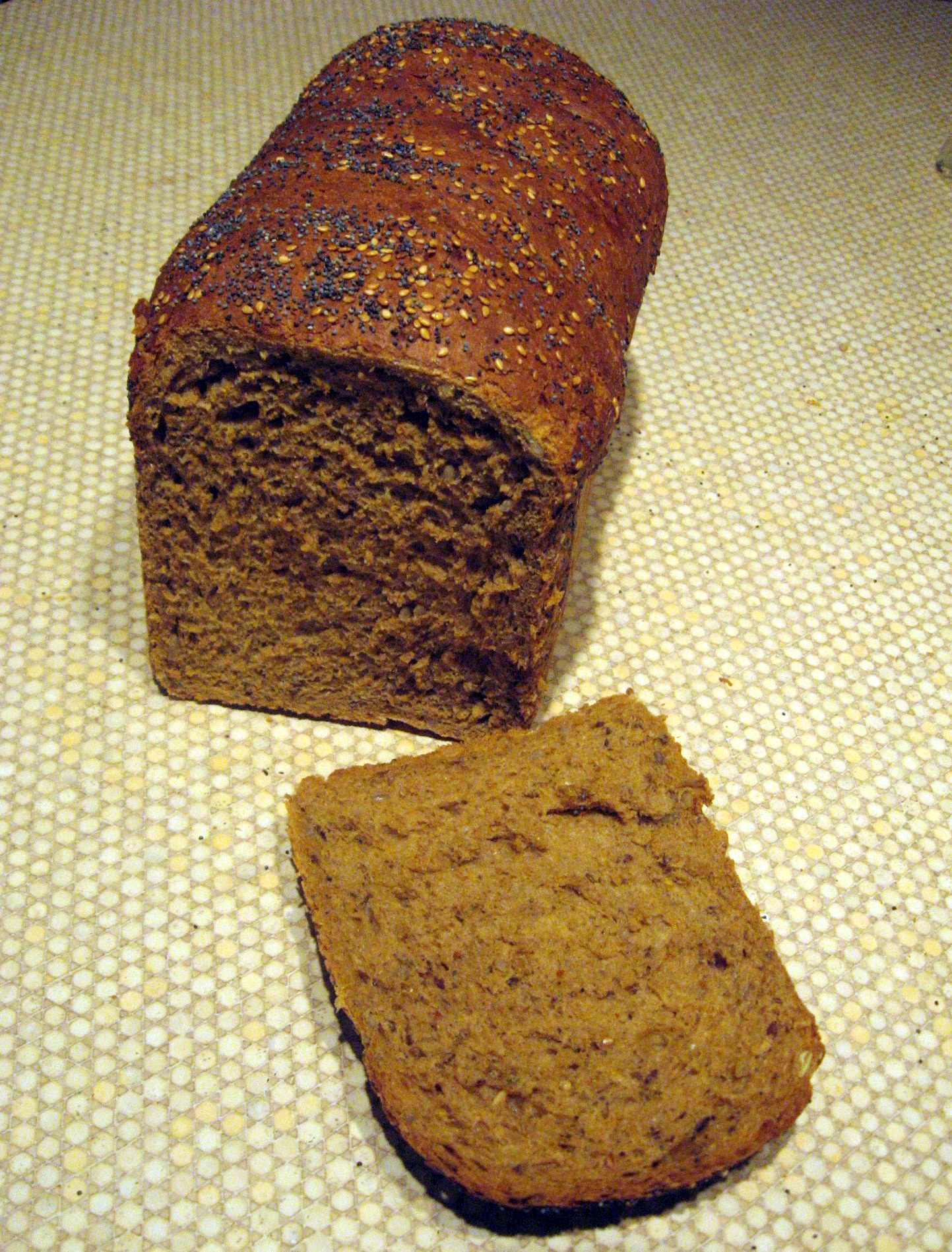
Grovbrød.

Le pain constitue une base importante de l'alimentation norvégienne. La variété la plus populaire est le grovbrød, confectionné à partir de farine complète. 80 % des Norvégiens consomment du pain tant le matin qu'à midi. Le matpakke, constitué de tranches de pain complet garnies de beurre, de brunost ou d'autres accompagnements, est le déjeuner norvégien traditionnel. On y trouve aussi d'autres formes de pains, comme le goro, un pain sucré généralement aromatisé à la cardamome, ou encore le lefse, un pain plat fait de pommes de terre. Le krotekake (en) en est une variante sans pommes de terre originaire de la région de Hardanger. Le knekkebrød, originaire de la Suède voisine, est également consommé. Le smörrebröd, tartine composée d'ingrédients variés sur tranche de pain de seigle, est aussi consommé et peut prendre diverses formes.

## Produits laitiers

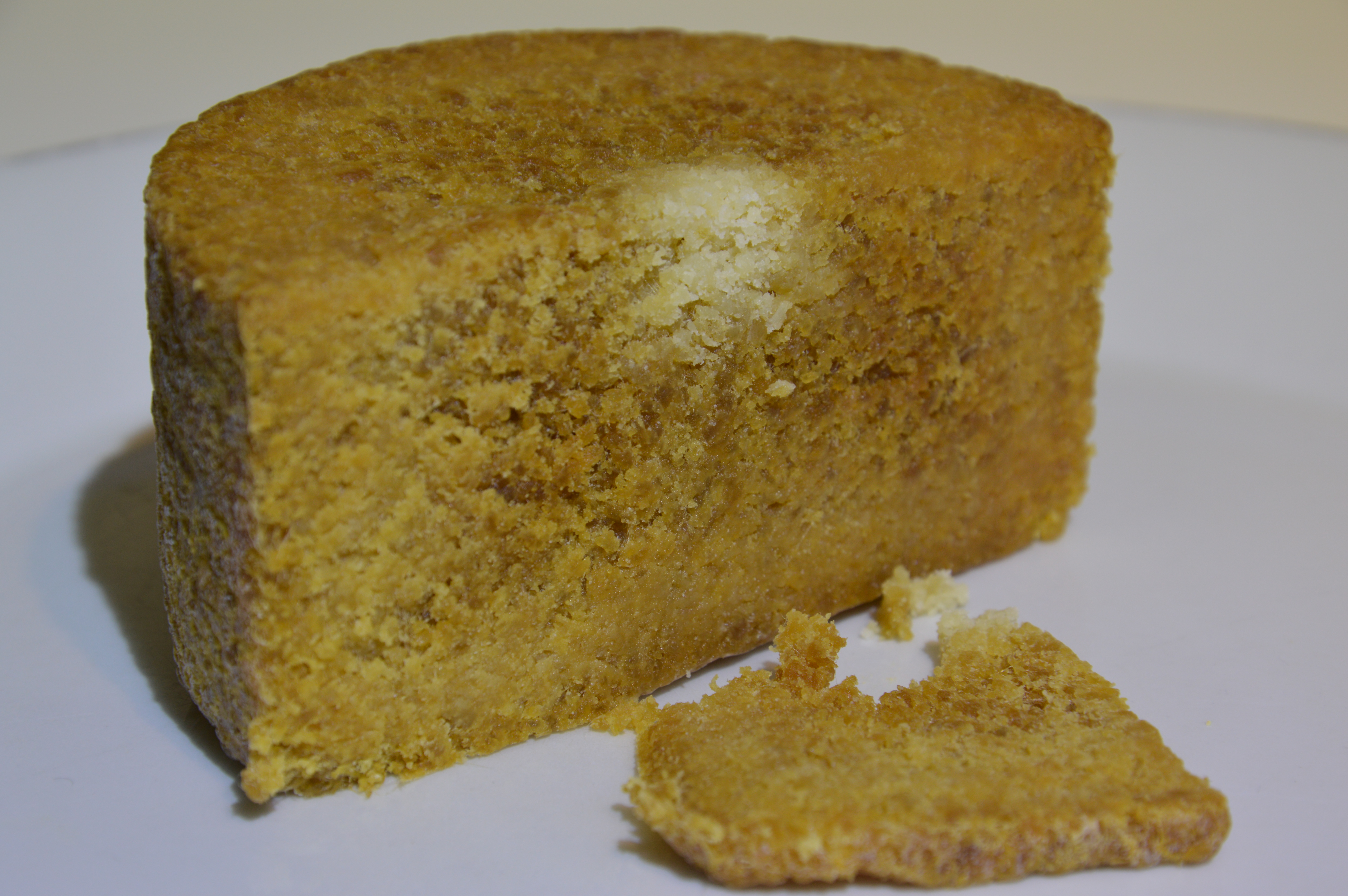
Gammelost.

Les produits laitiers, dont la variété est moindre en comparaison de pays plus méridionaux, sont consommés en grande quantité. Certains fromages tels que le Jarlsberg et le brunost (qui n'est techniquement pas un fromage, mais une réduction de lait de chèvre et/ou de vache caramélisé) sont des produits d'exportation. Le gammelost (littéralement vieux fromage) est un fromage surmaturé très odorant à base de lait caillé. Le pultost est un fromage à base de lait caillé et parfumé de graines de carvi. Ils se nourrissaient aussi de viande accompagnée de sauce.

## Autres préparations
Parmi les autres plats et préparations typiques de Norvège, il s'y trouve le pyttipanne, un mélange de légumes et de viande coupés en dés auquel il y est ajouté un œuf au plat et des marinades.
Le smörgåskaviar est un condiment populaire en Norvège. Servie souvent sur du pain, cette purée est composée d'œufs de morue, de pommes de terre, de tomate, d'oignons, d'aneth et de ciboulette.

## Boissons

### Café

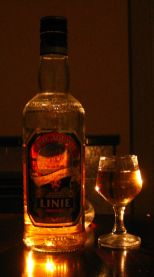
Aquavit de marque Linie.

Les Norvégiens consommeraient 160 litres de café en moyenne par an, soit environ 10,7 kg de café solide. Il s'agit d'un rituel important de la vie quotidienne norvégienne et il est fréquent de se recevoir entre amis et voisins pour partager du café et des gâteaux à l'heure du dessert. Il est traditionnellement servi dans de grands mugs, bien que le café à l'italienne gagne en popularité.
Le café est également un ingrédient du karsk, boisson alcoolisée originaire de Trøndelag.

### Boissons alcoolisées
De nombreuses brasseries, industrielles ou artisanales, brassent des pils et des bières d'inspiration allemande – les bières artisanales étant plus chargées en malt et en alcool. Le juleøl est une bière épicée traditionnellement brassée à Noël. Le mjød, apparenté à l'hydromel, est surtout consommé dans le cadre de reconstitutions médiévales et par les adeptes d'åsatru et d'autres cultes pré-chrétiens. Le climat norvégien n'étant guère adapté à la culture de la vigne, le vin est une boisson d'importation rare et onéreuse. L'akevitt (ou aquavit) est une eau-de-vie à base de pommes de terre originaire des pays scandinaves et consommée traditionnellement en Norvège. Elle est parfumée à l'aneth et au carvi, principalement.

## Desserts et sucreries
Les svele (en) sont une sorte de crêpe épaisse mangée comme dessert et originaires de la région de Møre og Romsdal.